# Résolution 751 du Conseil de sécurité des Nations unies
Membres permanents
- Chine
- États-Unis
- France
- Royaume-Uni
- Russie

Membres non permanents
- Autriche
- Belgique
- Cap-Vert
- Équateur
- Hongrie
- Inde
- Japon
- Maroc
- Venezuela
- Zimbabwe

Résolution no 750 Résolution no 752
La résolution 751 du Conseil de sécurité des Nations Unies est une résolution du Conseil de sécurité des Nations Unies adoptée à l'unanimité le 24 avril 1992. Après avoir réaffirmé les résolutions 733 (1992) et 746 (1992) et examiné un rapport du Secrétaire général Boutros Boutros-Ghali sur la guerre civile en cours en Somalie, le Conseil de sécurité a établi une opération des Nations Unies en Somalie I avec le déploiement immédiat de 50 observateurs dans la capitale Mogadiscio pour surveiller le cessez-le-feu.
Le Conseil a ensuite établi, en principe, une force de sécurité sous la direction du Représentant spécial du Secrétaire général en Somalie, nouvellement créé, et a demandé de nouvelles consultations sur la force proposée. Elle a également demandé au Secrétaire général de faciliter une cessation immédiate des hostilités et le respect d’un cessez-le-feu dans tout le pays afin de promouvoir le processus de réconciliation et de fournir une aide humanitaire. La résolution a également salué les efforts de la Ligue arabe, de l'Organisation de l'unité africaine et de l'Organisation de la conférence islamique en Somalie et a appelé à une conférence avec les organisations susmentionnées, le Secrétaire général et les factions en Somalie.
La résolution 751 a également créé un comité des sanctions comme organe subsidiaire du Conseil de sécurité chargé de superviser un embargo général et complet sur les armes contre la Somalie, notamment en demandant des informations aux États sur les mesures prises par eux et en formulant des recommandations sur l'amélioration de l'efficacité de l'embargo et auprès des États qui le violent. Elle se conclu en appelant à la coopération à tous les niveaux pour trouver un règlement pacifique dans le pays.

## Sanctions
L'embargo a été modifié au fil des ans par des résolutions du Conseil de sécurité pour permettre aux journalistes d'importer des gilets pare-balles et des casques pour leur usage personnel et pour permettre à l' Union africaine d'établir une présence armée. 
Un groupe d’experts chargé d’enquêter sur l’échec de l’embargo sur les armes a été créé en 2002 pour assister le Comité des sanctions. Son rapport  a abouti à la création d’un groupe de suivi. Le rapport de cette Équipe de surveillance détaille de nombreuses expéditions d’armes, parfois avec l’aide de pirates ou provenant de stocks gouvernementaux de pays voisins. Il a été constaté que l’argent des donateurs avait financé les importations. 
En 2008, l'embargo concernait les nations et l' Organisation maritime internationale qui fournissaient une assistance technique à la Somalie à leur demande pour renforcer sa capacité à assurer la sécurité côtière et maritime, y compris la lutte contre la piraterie au large des côtes somaliennes. 

## Voir également
- Histoire de la Somalie
- Guerre civile somalienne
- Liste des résolutions du Conseil de sécurité des Nations unies sur la Somalie